# Харачой (тайп)

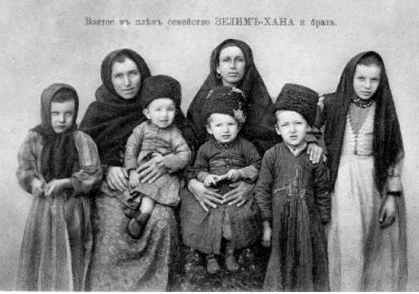
Семья Зелимхана Харачоевского. Представители тайпа харачой.

Харачой (чечен. Харачой, встречается написание хорочой) — один из крупнейших чеченских тайпов, входит в тукхум Нохчмахкхой.

## Название
Старожилы отмечают, что родовое село первоначально называлось «Хорача»: «хора» — означает свирепый, воспалённый, «ча» — медведь. Якобы появление первопоселенцев — братьев из Нашхи и рождением у них ребенка совпало с выходом из спячки медведя. Эту версию появления села дают люди старшего возраста из тайпа харачой, и она передается из поколения в поколение.
Исследователь тайпа С. А. Натаев приводит на основе литературных данных иную этимологию. Харачой, — пишет он, — от слова «хара» — дупло, пещера, «чой» — внутреннего; жители пещер. По семантике близко древним троглодитам — пещерникам. Возможно, семантика «собиратели дикого мёда» (у чеченцев в древности была профессия «нокхарой» — пчеловоды) или «жители пещер». Есть и другие версии: «ха» (чеч.) — дозор, стража, охрана, хара — дупло; хан+ара+чоь дозора котловина. По мнению чеченского филолога А. Д. Вагапова, Харачой произошло от названия села Хорачу. Ха — стража, р — суффикс местности, ча — человек.
Этот же автор сообщает версию по которой, — Харача, скорее всего, образовано от «хара» — полость, дупло, «чу» — в внутрь, то есть «селение в ложбине» (во впадине), откуда при помощи суффикса — уо получено харачуо «житель селения Харачу».
Чеченский историк К. З. Чокаев связывает этноним Харачой со страбоновскими троглодитами (пещерниками), он не исключает, что термин применялся и по отношению к племенам, населявшим горную Чечню. По его мнению, Харачой производно от названия сел. Харачой (чеч. Хара-чу). Этимология названия такова: хара обозначает «пещеру», или «полость», «щель», «дупло», чу — «в», следовательно, Харачу — «место пещер».

## История
Харачой входит в тукхум Нохчмахкхой. Нередко из-за созвучия в названии путают с тайпом Хьачарой.

## Расселение
Чеченский исследователь-краевед, педагог и народный поэт А. С. Сулейманов, зафиксировал представителей тайпа в следующих населённых пунктах: Герменчук, Старая Сунжа, Бердакел, Сержень-Юрт, Шали, Гелдагана, Ойсхар, Хангиш-Юрт.